# Lithophaga
Lithophaga é um género de moluscos bivalves pertencente à família Mytilidae. Alguns dos primeiros fósseis de Lithophaga foram encontrados nos Alpes e e na Ilha de Vancouver, em rochas do Mesozoico.
As conchas das espécies deste género são longas e estreitas com lados paralelos.

## Espécies
As espécies do género Lithophaga incluem:
- Lithophaga antillarum (d'Orbigny, 1842) - giant date mussel
- Lithophaga aristata (Dillwyn, 1817) - scissor date mussel
- Lithophaga attenuata (Deshayes, 1836) - attenuated date mussel
- Lithophaga balanas Dall
- Lithophaga balanus Dall
- Lithophaga bisulcata (d'Orbigny, 1842) - mahogany date mussel
- Lithophaga cardigera
- Lithophaga cavernosa
- Lithophaga cinnamomeus
- Lithophaga dactylus
- Lithophaga fasciola Dall, Bartsch, & Rehder
- Lithophaga gracilis Philippi
- Lithophaga hawaia Dall, Bartsch, & Rehder
- Lithophaga ilabis (Deshayes)
- Lithophaga lithophaga (Linne)
- Lithophaga nigra (d'Orbigny, 1842) - black date mussel
- Lithophaga plumula (Hanley, 1844) - feather date mussel
- Lithophaga punctata (Kleemann & Hoeksema, 2002)
- Lithophaga rogersi S. S. Berry, 1957 - Roger's date mussel
- Lithophaga truncata (Gray, 1843)
- Lithophaga simplex

## Curiosidades
- Segundo Júlio Verne na sua obra "A Ilha Misteriosa" ("L`île mystérieuse" em francês), os lithodomus (sinónimo de lithophaga) são comestíveis.